# Bertil Petersson
Gustav Åke Bertil Petersson, född 14 juni 1910 i Fagerhult, död 25 juni 1981 i Nybro, var en svensk ombudsman och politiker (s).
Peterson var ledamot av riksdagens första kammare 1957-1970, invald i Kalmar läns och Gotlands läns valkrets.